# Strzelno
Strzelno (deutsch Strelno, älter Strolin) ist eine Stadt im Powiat Mogileński (Mogilnoer Kreis) der polnischen Woiwodschaft Kujawien-Pommern. Sie ist Sitz der gleichnamigen Stadt-und-Land-Gemeinde mit etwa 11.700 Einwohnern.

## Geographische Lage
Die Stadt liegt in der historischen Landschaft Kujawien,  etwa 18 Kilometer südlich von Inowrocław (Hohensalza), an der Gnesener Seenplatte (Pojezierze Gnieźnieńskie), etwa 90 Kilometer ostnordöstlich der Stadt Posen.

## Geschichte

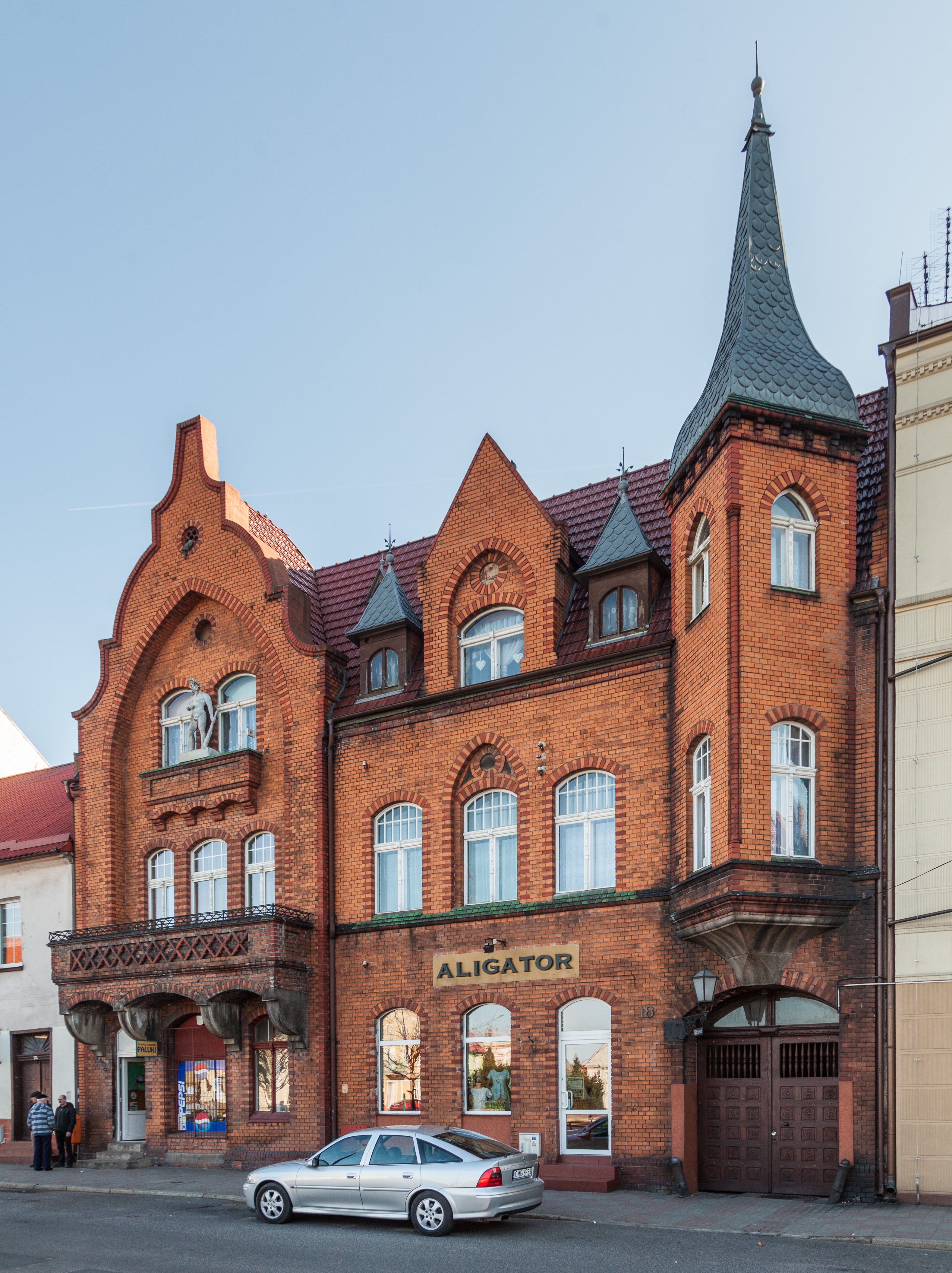
Rathaus am Marktplatz (2017)

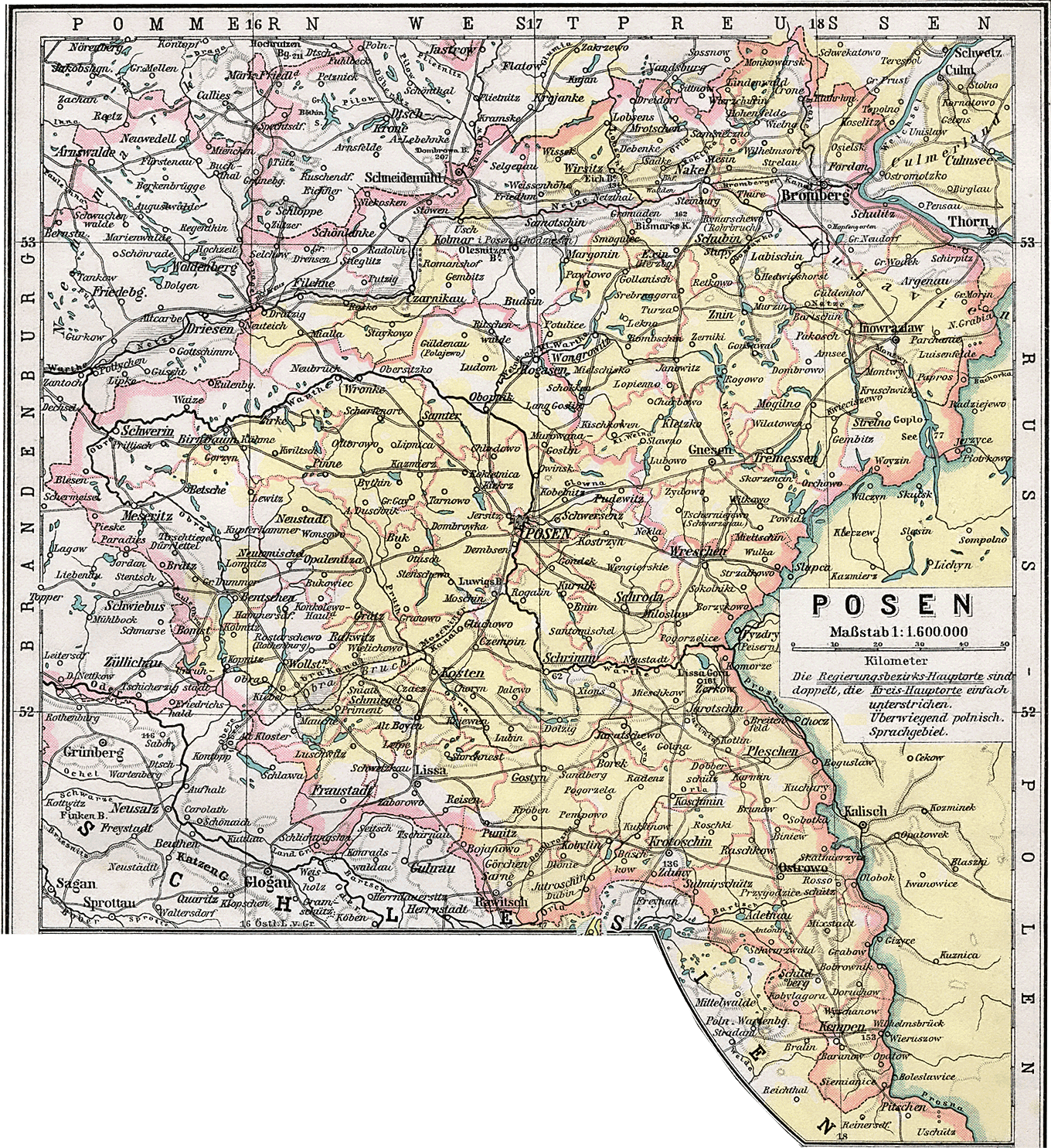
Strelno, südlich der Stadt Bromberg, ostnordöstlich der Stadt Posen und südsüdwestlich der Stadt Inowrazlaw (Hohensalza), auf einer Landkarte der Provinz Posen von 1905 (gelb markierte Flächen kennzeichnen Gebiete mit seinerzeit mehrheitlich polnischsprachiger Bevölkerung)

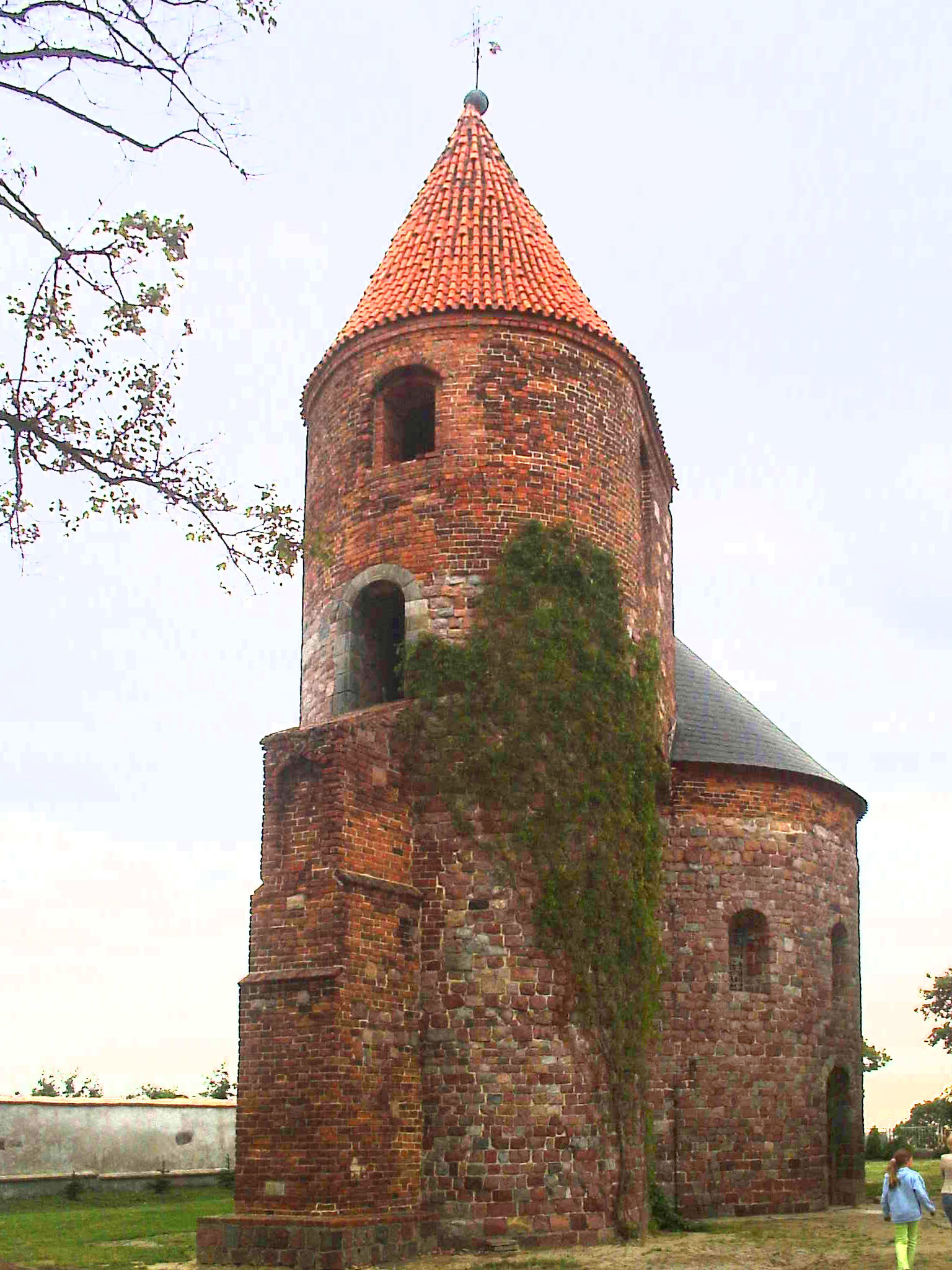
St.-Prokop-Rotunde (2005)

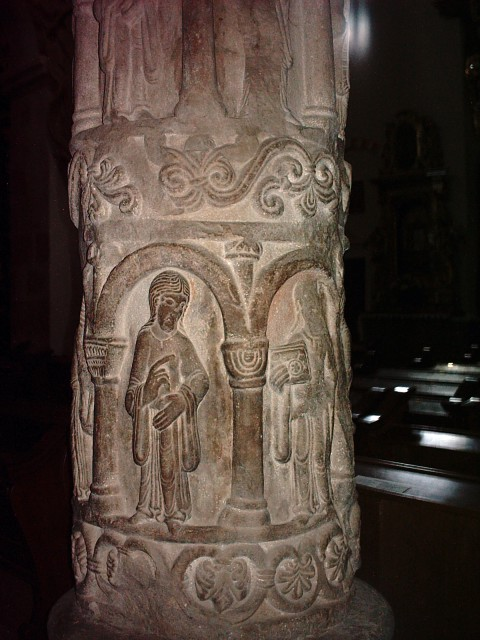
Romanische Säule in der Dreifaltigkeitskirche

Eine Siedlung ist für das 11. Jahrhundert nachgewiesen. Im 12. Jahrhundert stiftete der Woiwode Piotr Włostowic dort eine Kirche Zum Heiligen Kreuz. Vielleicht 1133 – wie es Jan Długosz in seiner Chronik angibt –, wohl eher aber Ende des 12. Jahrhunderts wurde mit der Rotunde des hl. Prokop eine weitere Kirche errichtet, die  eines der ältesten romanischen Bauwerke Kujawiens darstellt. Der Ort gehörte zunächst dem Kloster der Regularkanoniker in Trzemeszno, dann den Prämonstratenser-Chorfrauen, die dort ein Kloster unterhielten (1148–1838). In jener Zeit entstand die 1216 geweihte Dreifaltigkeitskirche. In Urkunden wird die Ortschaft 1224 Strelina und 1238 sowie 1308 Strelna genannt. 1231 wird Strzelno als „opidum“ bezeichnet, verfügte also über das Stadtrecht.
Mit der Ersten Teilung Polens fiel Strzelno 1772 an Preußen. Aus den Besitzungen des Klosters, das dafür eine Pachtgebühr von 1713 Talern erhob, wurde das Domänenamt Strzelno gebildet, das dicht bei der Stadt lag. 1821 hatte Strschelno eine  evangelisch-katholische Simultanschule. Das Domänenamt existierte weiter. 1837 wurde das Prämonstratenser-Nonnenkloster aufgelöst.
Seit 1886 erlebte Strelno als Kreisstadt (bis 1932) einen wirtschaftlichen Aufschwung, zu dem auch der Anschluss ans Eisenbahnnetz der Preußischen Staatsbahn 1892 beitrug. Um 1910 hatte Strelno eine evangelische Pfarrkirche, eine katholische Pfarrkirche, eine Synagoge, ein Amtsgericht, eine Höhere Knabenschule, eine Höhere Mädchenschule, Getreidehandel und Viehmärkte, eine Molkerei, Mühlen, eine Brauerei, Holzsägewerke, Ziegeleien und verschiedene Fabriken.
Bis 1919 war Strelno Verwaltungssitz des Landkreises Strelno im Regierungsbezirk Bromberg der preußischen Provinz Posen im Deutschen Reich.
Nach dem Ende des Ersten Weltkriegs wurde Strzelno nach dem Posener Aufstand und aufgrund der Bestimmungen des Versailler Vertrags an die Zweite Polnische Republik abgetreten. 1939 wurde die Region von der deutschen Wehrmacht besetzt; anschließend wurde Strelno wieder dem Deutschen Reich einverleibt. Die Stadt wurde dem Reichsgau Wartheland zugeordnet. Während des Zweiten Weltkriegs wurden zahlreiche polnische Staatsbürger erschossen; die Leichen wurden 1944 in aller Eile exhumiert und verbrannt. Gegen Ende des Zweiten Weltkriegs wurde Strelno im Frühjahr 1945 von der Roten Armee besetzt und kurz danach von der Sowjetunion der Volksrepublik Polen zur Verwaltung überlassen.

### Demographie

Klosteranlage auf den Klosterhügel (2021)

| Jahr | Einwohner | Anmerkungen |
| ---- | --------- | --- |
| 1783 | 0735      | Stadt, mit der Vorstadt insgesamt 136 Feuerstellen (Haushaltungen), Einwohner sind größtenteils Polen, darunter dreißig deutsche protestantische Familien                                    |
| 1788 | 0835      | alte Stadt, mit 136 Häusern |
| 1803 | 1093      | Stadt |
| 1816 | 0988      | davon 250 Evangelische, 646 Katholiken und 92 Juden; nach anderen Angaben 157 Feuerstellen, 1183 Einwohner, darunter 340 Lutheraner, im Kloster nur noch zwanzig Nonnen                      |
| 1821 | 1234      | in 158 Privatwohnhäusern |
| 1826 | 1500      | in 185 Privatwohnhäusern |
| 1837 | 1881      | [ 2 ] |
| 1843 | 2343      | [ 2 ] |
| 1852 | 2841      | Stadt |
| 1858 | 2813      | [ 2 ] |
| 1861 | 3188      | [ 2 ] |
| 1875 | 3493      | [ 10 ] |
| 1880 | 4359      | [ 10 ] |
| 1885 | 4332      | am 1. Dezember, davon 927 Evangelische, 2973 Katholiken und 432 Juden |
| 1890 | 4176      | darunter 887 Evangelische, 2942 Katholiken und 347 Juden (2600 Polen) |
| 1905 | 4897      | am 1. Dezember, darunter 1160 mit deutscher Muttersprache (1017 Evangelische, 143 Katholiken), 3559 mit polnischer Muttersprache (vier Evangelische, 3554 Katholiken) und 151 Juden          |
| 1910 | 5094      | am 1. Dezember, davon 1480 mit deutscher Muttersprache (1231 Evangelische, 104 Katholiken, vier sonstige Christen und 141 Juden) und 3583 mit polnischer Muttersprache (sämtlich Katholiken) |

## Sehenswürdigkeiten
- Rotunde des hl. Prokop. Eine der interessantesten romanischen Kirchen Kujawiens. Von den verschiedenen Umbauten und Stiländerungen der vergangenen Jahrhunderte wurde das Bauwerk 1925 größtenteils bereinigt.
- Hl.-Dreifaltigkeits-Kirche

## Gemeinde
Zur Stadt-und-Land-Gemeinde (gmina miejsko-wiejska) Strzelno gehören die Stadt selbst und 36 Dörfer mit Schulzenämtern.

## Verkehr
Strzelno hatte einen Bahnhof an der Bahnstrecke Inowrocław–Mogilno.

## Persönlichkeiten
- Julius Löwenberg (1800–1893), Geograph und Autor, Bibliograph Alexander von Humboldts
- Friedrich August Voßberg (1800–1870), Numismatiker sowie Münz- und Siegelsammler
- Albert A. Michelson (1852–1931), US-amerikanischer Nobelpreisträger für Physik
- Ludwig Jacobowski (1868–1900), Lyriker, Schriftsteller und Publizist
- Burkhardt Leitner (1943–2025), Designer und Unternehmer
- Hartmut Schwabe (* 1943), deutscher Sprinter, Olympiateilnehmer
- Stanisław Gądecki (* 1949), Erzbischof von Posen